# Ley para la Reforma del Estado

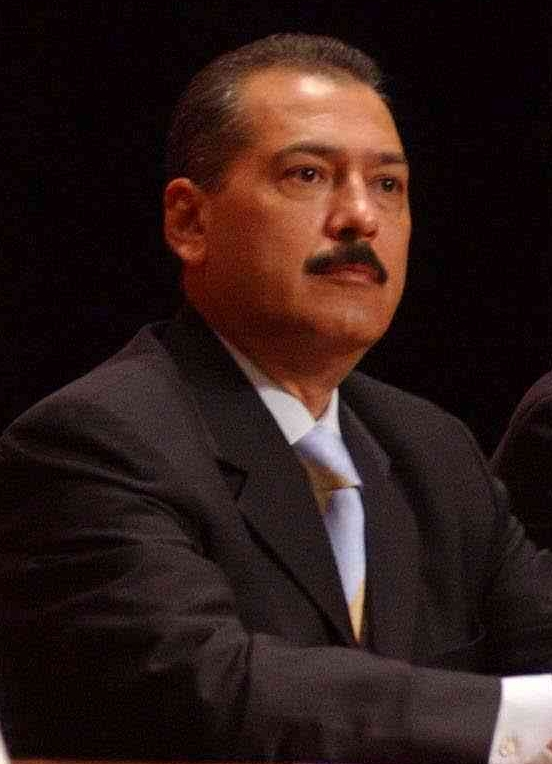
Manlio Fabio Beltrones, promovente de la iniciativa y Presidente de la Comisión Ejecutiva de Negociación y Construcción de Acuerdos del Congreso de la Unión

La Ley para la Reforma del Estado es una ley mexicana, que tiene como objetivo encauzar un método único con la finalidad de Reformar el Estado, lo que se ha buscado en diversos períodos en México. Esta ley reglamenta un año para el cumplimiento de la Reforma, donde los partidos políticos, el ejecutivo y el poder judicial, harán una serie de propuestas para reformar el Estado mexicano. De esta ley se desprende la Comisión Ejecutiva de Negociación y Construcción de Acuerdos del Congreso de la Unión. Esta Ley expiró el 1 de abril de 2008.

## Antecedentes
Ésta ley fue aprobada por unanimidad en ambas cámaras del Congreso de la Unión, a iniciativa del Grupo Parlamentario del PRI en el Senado. La reforma del Estado ha sido un tema de la agenda política por muchos años, iniciando los esfuerzos con la Reforma Política de 1977 y pasando por las de 1986, 1991, 1994 y 1996, existiendo en los últimos años las Comisiones de Reforma del Estado sin que hubieran rendido frutos.
Ésta fue publicada el 29 de marzo de 2007 en el Diario Oficial de la Federación.

## Contenido de la ley
La Ley consta de doce artículos que regulan la forma en que se llevarán las negociaciones, con un tiempo límite de un año desde su publicación, con ésta se crea la Comisión Ejecutiva de Negociación y Construcción de Acuerdos del Congreso de la Unión, la cual será un órgano que llevará las negociaciones, éste será presidido por el presidente del Senado seis meses y seis meses el presidente de la Cámara de Diputados.
El proceso de discusión será:
1. Presentación de propuestas
2. Consulta pública
3. Negociación y construcción de acuerdos
4. Redacción de los proyectos
5. Aprobación, firma y presentación de iniciativas

Y los temas a tratar serán los siguientes:
1. Régimen de Estado y Gobierno
2. Democracia y Sistema Electoral
3. Federalismo
4. Reforma del Poder Judicial
5. Garantías Sociales

Al final serán presentadas ante los plenos de ambas Cámaras para su aprobación. Para promover cambios en estos aspectos sólo podrán los Partidos Políticos, el Poder Judicial y el Poder Ejecutivo.

## Comisión Ejecutiva
"..."
La Comisión Ejecutiva de Negociación y Construcción de Acuerdos del Congreso de la Unión es el órgano de discusión sobre estas reformas, actualmente está conformado de la siguiente manera:
- Presidente:
  - Ruth Zavaleta Salgado (Cámara de Diputados)
- Poder Legislativo:
  - Santiago Creel Miranda (Senado)
- Grupos Parlamentarios del Senado:
  - Humberto Aguilar Coronado(PAN)
  - Jesús Murillo Karam (PRI)
  - Carlos Navarrete Ruiz (PRD)
  - Francisco Agundis Arias (PVEM)
  - Dante Delgado Rannauro (Conv)
  - Alejandro González Yáñez (PT)
- Grupos Parlamentarios de la Cámara de Diputados:
  - Héctor Larios (PAN)
  - Javier González Garza (PRD)
  - Emilio Gamboa Patrón (PRI)
  - Gloria Lavara (PVEM)
  - Alejandro Chanona (Conv)
  - Ricardo Cantú (PT)
  - Miguel Ángel Jiménez Godínez (NA)
  - Aída Marina Arvizu Rivas (PAS)
- Comisiones de Reforma del Estado:
  - Humberto Aguilar Coronado (Senado)
  - Silvia Oliva Fragoso (Cámara de Diputados)
- Presidentes de Partidos Políticos:
  - Gustavo Madero (PAN)
  - Humberto Moreira (PRI)
  - Jesús Zambrano (PRD)
  - Jorge Emilio González Martínez (PVEM)
  - Alberto Anaya Gutiérrez (PT)
  - Luis Maldonado Venegas (Conv)
  - Jorge Kahwagi (NA)
  - Alberto Begné Guerra (PAS)
- Representación del Ejecutivo:
  - Francisco Javier Ramírez Acuña (Poder Ejecutivo)
- Representante del Poder Judicial
  - Guillermo I. Ortiz Mayagoitia (SCJN)

- Consejeros y Secretaría Técnica
  - Consejero Diego Valadés Ríos
  - Consejero Porfirio Muñoz Ledo
  - Consejera María Amparo Casar
  - Consejero Jorge Alcocer
  - Consejero Rolando Cordera Campos
  - Consejero José Antonio Crespo
  - Consejero Emilio Rabasa
  - Consejero José Luis Camacho
  - Secretario técnico:
    - (2007): José Alberto Aguilar Iñárritu
    - (2007 - actualidad): Agustín Basave

## Resultados

### Reforma Electoral
Como parte de la Reforma del Estado, el Senado de la República, a través de los coordinadores parlamentarios del PAN, Santiago Creel, del PRD, Carlos Navarrete Ruiz y del PRI, Manlio Fabio Beltrones, anunciaron el inicio de los trabajos para llevar a cabo una reforma de la ley electoral, que entre los principales puntos, incluía la sustitución de los Consejeros del Instituto Federal Electoral y una nueva relación de los partidos políticos con los medios de comunicación para garantizar la equidad del acceso a estos. La reforma fue impulsada por un acuerdo entre los tres grandes partidos políticos nacionales.
La sustitución de los consejeros del IFE, que constitucionalmente tienen carácter de innamovibles, pero que sin embargo por una misma reforma constitucional pueden ser removidos, fue el primer punto que causó conflicto político, por la oposición de los propios consejeros, encabezados por el presidente, Luis Carlos Ugalde, así como de un importante sector de intelectuales, investigadores, académicos y periodistas que consideran que dicho hecho vulnera la independencia del instituto y sienta un precedente de control de los partidos por el IFE y que fue publicado el 5 de septiembre de 2007. Posteriormente el conflicto se trasladó a los medios de comunicación cuando se anunció que la reforma prohibía a los partidos y aún a cualquier particular la contratación de espacios publicitarios en medios electrónicos y en cambio exigía a los medios la sesión gratuita de espacios iguales para todos los partidos en los tiempos de campaña, que a partir de la reforma serían gratuitos. El 11 de septiembre representantes de los medios se reunieron con legisladores en una ríspida reunión donde se anunció la modificación de la redacción de un artículo que inicialmente prohibía la difusión de opiniones políticas y que era considerado violatorio de la libertad de expresión, siendo sustituido por únicamente la contratación de espacios en los medios para ello.
El Senado de la República votó la Reforma Electoral el 12 de septiembre de 2007, siendo aprobada por 110 votos a favor, del Partido Acción Nacional, Partido de la Revolución Democrática y Partido Revolucionario Institucional y 11 en contra del Partido Verde Ecologista de México y Convergencia.
El 14 de septiembre de 2007 correpondió su discusión y votación por la Cámara de Diputados, tras seis horas de discusión, la reforma fue aprobada por 408 votos a favor del PAN, PRD, PRI, PT y el Partido Alternativa Socialdemócrata, 33 en contra del PVEM y Convergencia y 9 abstenciones de Nueva Alianza.
| Voto                   |     |    |   | Total |
| ---------------------- | --- | -- | - | ----- |
| Senado de la República | 110 | 11 | 0 | 121   |
| Cámara de Diputados    | 408 | 33 | 9 | 450   |

### Reforma Judicial
De ella se derivó la reciente reforma a la Constitución sobre el cambio de sistema judicial en México. El resto de los temas agendados quedaron sin tratarse por la ley.